# Jozef Čierny
Jozef Čierny (* 17. Mai 1974 in Zvolen, Tschechoslowakei) ist ein slowakischer Eishockeyspieler, der zuletzt bis Dezember 2011 beim SCM Brașov in der rumänischen Eishockeyliga unter Vertrag stand.       

## Karriere
Jozef Čierny begann seine Karriere als Eishockeyspieler in seiner Heimatstadt in der Nachwuchsabteilung des HKm Zvolen, für dessen Profimannschaft er in der Saison 1991/92 sein Debüt in der zweiten tschechoslowakischen Spielklasse gab. Anschließend wurde er im NHL Entry Draft 1992 in der zweiten Runde als insgesamt 35. Spieler von den Buffalo Sabres ausgewählt, für die er allerdings nie spielte. Stattdessen lief der Flügelspieler in der Saison 1992/93 für deren Farmteam, die Rochester Americans, in der American Hockey League auf. Zusammen mit einem Viertrundenwahlrecht für den NHL Entry Draft 1994 wurde er am 1. September 1993 im Tausch gegen Craig Simpson an die Edmonton Oilers abgegeben. Für die Kanadier stand er während der Saison 1993/94 in einem einzigen Spiel in der National Hockey League auf dem Eis, bei dem er punkt- und straflos blieb. Die gesamte restliche Zeit von 1993 bis 1995 verbrachte er hingegen bei Edmontons AHL-Farmteam Cape Breton Oilers. 
Nachdem Čierny von 1995 bis 1997 in der International Hockey League zunächst für die Detroit Vipers und anschließend die Long Beach Ice Dogs aufgelaufen war, stand er von 1997 bis 2000 bei den Nürnberg Ice Tigers aus der Deutschen Eishockey Liga unter Vertrag. Für die Franken erzielte er in insgesamt 172 Spielen 124 Scorerpunkte. In der Folgezeit kehrte der ehemalige tschechoslowakische Junioren-Nationalspieler zu seinem Heimatclub HKm Zvolen zurück, für den er zwischen 2000 und 2008 in der slowakischen Extraliga auf Torejagd ging. In diesem Zeitraum wurde er in der Saison 2000/01 Slowakischer Meister. Im Anschluss an diesen Erfolg setzte er eine Spielzeit lang mit dem Eishockey aus, ehe er 2002 in Zvolens Profimannschaft zurückkehrte. Zudem beendete er die Saison 2004/05 bei AaB Ishockey in der dänischen AL-Bank Ligaen. 
Nachdem er auch die Saison 2008/09 in Zvolen begonnen hatte, schloss sich Čierny im Saisonverlauf dem EC Graz 99ers aus der Österreichischen Eishockey-Liga an, ehe er diese beim HYS The Hague in der Eredivisie beendete. Mit den Niederländern gewann er dabei in den Playoffs den nationalen Meistertitel. In der folgenden Spielzeit war der Slowake für den EC Bad Tölz in der drittklassigen Eishockey-Oberliga aktiv. Die Saison 2010/11 verbrachte der Slowake in seinem Heimatland beim Zweitligisten HK Spišská Nová Ves. Im November 2011 heuerte Čierny beim SCM Brașov aus der rumänischen Eishockeyliga an. Noch vor Jahresende 2011 lösten diese seinen Kontrakt vorzeitig auf. 

### International
Für die Tschechoslowakei nahm Čierny an der Junioren-Europameisterschaft 1992 teil. Im Laufe des Turniers erzielte er in sechs Spielen drei Tore und gab zwei Vorlagen. 

## Erfolge und Auszeichnungen
- 1992 Goldmedaille bei der U18-Junioren-Europameisterschaft
- 2001 Slowakischer Meister mit dem HKm Zvolen
- 2009 Niederländischer Meister mit HYS The Hague

## Statistik
(Stand: Ende der Saison 2009/10)